# 南極座ι
南極座ι，又名CP-84 407，HD 111482、SAO 258654、HR 4870，是南極座的一颗恒星，视星等为5.46，位于銀經303.01，銀緯-22.25，其B1900.0坐标为赤經12h 44m 27.3s，赤緯-84° -22.25′ 49″。